# 湖田镇
湖田镇，是中华人民共和国江西省宜春市袁州区下辖的一个乡镇级行政单位。

## 行政区划
湖田镇下辖以下地区：
湖田村、坪田村、王华村、石湖村、双塘村、汗塘村、樟树村、林田村、阳坑村、店前村和一寺村。